# Chanathip Songkrasin
Chanathip Songkrasin   (Nakhon Pathom, 5 d'octubre de 1993), thai: ชนาธิป สรงกระสินธ์, pronunciació AFI [t͡ɕʰā.nāː.tʰíp sǒŋ.krā.sǐn], és un futbolista tailandès. Va disputar 33 partits amb la selecció de Tailàndia.

## Estadístiques
| Selecció de Tailàndia | Selecció de Tailàndia | Selecció de Tailàndia |
| Anys                  | Partits               | Gols                  |
| --------------------- | --------------------- | --------------------- |
| 2012                  | 2                     | 0                     |
| 2013                  | 3                     | 2                     |
| 2014                  | 7                     | 2                     |
| 2015                  | 5                     | 0                     |
| 2016                  | 16                    | 1                     |
| 2017                  |                       |                       |
| Total                 | 33                    | 5                     |